# Szeroka (Góry Krucze)
Szeroka (niem. Der breite Berg, 842 m n.p.m.) – najwyższe wzniesienie w polskiej części Gór Kruczych (Góry Kamienne w Sudetach Środkowych).
Szeroka położona jest w południowej części pasma Gór Kruczych. Na północ (NNW) od szczytu leży Polska Góra, a na południe Głazica. Od północnej części masywu Szerokiej odchodzi ku wschodowi boczne ramię z Dziulcem, które niżej skręca ku północy i zakończone jest wierzchołkiem Bógdał. Drugie, krótsze ramię odchodzi od głównej kulminacji ku wschodowi.
Szczyt leży na granicy polsko-czeskiej. Wschodnie zbocza leżą w Polsce, zachodnie w Czechach.
Masyw zbudowany z permskich porfirów (trachitów), należących do utworów zachodniego skrzydła niecki śródsudeckiej.
Wzniesienie pokryte lasem świerkowym.

## Turystyka
Przez szczyt wzdłuż granicy z Czechami prowadzi szlak turystyczny:
- – zielony fragment Szlaku Granicznego z Mieroszowskich Ścian na Przełęcz Okraj.